# Революционный коммунистический союз молодёжи
Революцио́нный коммунисти́ческий сою́з молодёжи (большевико́в) (РКСМ(б)) — российская молодёжная коммунистическая организация.

## История
После развала Советского Союза российское левое молодёжное движение было представлено восстановленным Всесоюзным ленинским коммунистическим союзом молодёжи (ВЛКСМ), а в 1993-95 годах — выделившимся из него Российским коммунистическим союзом молодёжи (РКСМ), лидером которого стал Игорь Маляров. К концу 1995-го — началу 1996 года верхушка РКСМ во главе с Маляровым сделала ставку на вписывание в политическую систему буржуазного государства, участие в выборах, сотрудничество с КПРФ (в 1995 году член ЦК РКСМ Дарья Митина стала депутатом Госдумы по списку КПРФ). Такая позиция поправевшего руководства вызвала недовольство левых низов комсомола, назревал конфликт.
Итогом стало физическое недопущение на III Съезд РКСМ, проводившийся 27 апреля 1996 года, делегатов от наиболее левых организаций комсомола. На следующий день они сформировали оргкомитет по проведению учредительного Съезда РКСМ(б). Председателем Оргкомитета был избран Павел Былевский, бывший до этого секретарём ЦК РКСМ по идеологии и редактором комсомольской газеты «Бумбараш». Первоначально планировалось провести Съезд летом-осенью 1996 года. Однако по ряду объективных причин Съезд пришлось отложить. 10-11 февраля 1997 года Оргкомитет назначил I Учредительный Съезд РКСМ(б) на лето 1997 года, избрал комиссию по подготовке программно-уставных документов РКСМ(б) и организационную комиссию. Со стороны разных деятелей были попытки сорвать Съезд или перенести его на неопределённое время, но эти попытки удалось пресечь.
I Съезд РКСМ(б) состоялся 5-6 июля 1997 года в Перми. Помимо прочего, Съезд решил вопрос о названии организации — Революционный коммунистический союз молодёжи. В аббревиатуре организации оставлена буква «б» в скобках, чтобы отличать Революционный комсомол от организации Малярова. В обиходе эту букву часто расшифровывают как «большевиков».

### Период «РВС» (1997—1998)
В первый год существования РКСМ(б) часть его членов и руководителей втянулись в авантюру Игоря Губкина — человека с криминальным прошлым, которое он не афишировал. Выйдя на свободу в начале 1996 года, Губкин создал финансовую пирамиду «Молодёжный жилищный комплекс РФ», которая вкладывала деньги в предвыборную кампанию Г. Зюганова и «красных» губернаторов. Когда пирамида МЖК рухнула, Губкин объявил, что «оппортунисты его кинули», и подал заявление на вступление в РКРП, где о его аферах не было известно.
Войдя в РКРП, Губкин в своих газетах «Молодой коммунист» и «Большевикъ» развязал пропагандистскую кампанию, смысл которой состоял в том, что достижения РКРП в области рабочего движения не имеют значения, а заниматься партия должна терроризмом. В конце концов, губкинская пресса объявила о создании организации с названием «РВС» («Революционный военный совет РСФСР»). Под маркой РВС был взорван памятник Николаю II и «условно взорван» (подрыва не было) памятник Петру I работы Церетели.
Эти громкие теракты повлияли на некоторых идейно неустойчивых комсомольцев. 19 июля 1997 года был произведён взрыв на мемориальной плите династии Романовых на Ваганьковском кладбище. Через несколько дней по подозрению в содеянном был арестован член Московского городского комитета РКСМ(б) Андрей Соколов. 3 августа 1997 года был арестован и сам Губкин.
6-7 марта 1998 года состоялось заседание ЦКК РКСМ(б), которое осудило «проРВСовские» публикации в газете «Бумбараш». В марте 1998 года Пленум ЦК РКРП, обсуждая проблему терроризма, рекомендовал провести осенью 1998 года внеочередной Съезд РКСМ(б).
25 октября 1998 года состоялся II Съезд РКСМ(б). На нём не удалось достичь идейного единства, но всё же было принято постановление, которое ориентировало комсомольцев на работу в русле позиции РКРП.

### РКСМ(б) в период кризиса 1998 года
РКСМ(б) принял участие в протестах. 20 мая 1998 года состоялось массовое пикетирование Госдумы, после чего Дума с третьей попытки запустила процедуру импичмента президента.
Челябинская организация РКСМ(б) летом 1998 года приняла участие в шахтёрском перекрытии Транссиба на станции Потанино. Члены Ярославской комсомольской организации принимали участие в работе многодневного рабочего пикета в Ярославле.
8 июня 1998 года был создан штаб по координации протестных действий, куда, помимо прочего, вошли представители от РКРП (В. Тюлькин), «Трудовой России» (В. Григорьев), РИК Съезда Советов (А. Николаев), РКСМ(б) (А. Буслаев), которые защищали позиции РКРП и совместно с Л. Рохлиным вели линию на радикализацию борьбы.
В течение декабря 1998 — марта 1999 года РКСМ(б) удалось установить связь со всеми горячими точками рабочего движения. Помимо прочего, РКСМ(б) совместно с РКРП принял участие в попытках организации акции протеста шахтёров в Донбассе 10-19 марта и в Анжеро-Судженске (Кузбасс) 2 мая 1999 года, осуществление информационо-методической помощи рабочим Ясногорска и Воркуты, участвовали в Съезде Советов рабочих 3-4 апреля 1999 года.
III Съезд РКСМ(б) состоялся 21-22 августа 1999 года в Кирове. Задачей всех комсомольцев было выполнение принятых Съездом решений, в первую очередь организационного плана.
Все комсомольские организации приняли активное участие в предвыборной кампании избирательного блока «Коммунисты, трудящиеся России — за Советский Союз», ядром которого были РКРП и РПК: сбор подписей, агитация, работа в предвыборных штабах и избиркомах, наблюдателями на избирательных участках. Блок занял 7-е место из более чем 20 избирательных объединений и первое место во внепарламентской оппозиции.
Комсомольские активисты наносили визиты в горячие точки рабочего движения: Воркута, ВЦБК; участие в конференции рабочих комитетов на ВЦБК 26-27 ноября. Участие в организованных МИКОМом акциях в поддержку народных предприятий Кузбасса: КМК, разрез «Черниговец» (в совете директоров — свыше половины рабочих), НКАЗ (директор — член РКРП В. Терентьев).
Пленум ЦК РКСМ(б) 30 января 2000 года поддержал линию ЦК РКРП на создание единого фронта бойкота президентских выборов 26 марта и выступил против войны в Чечне.
Продолжалась работа с молодёжными организациями. РКСМ, лишившись своего депутата Дарьи Митиной, по сути прекратил свою работу, и революционными комсомольцами была проведена успешная работа по переводу части рядового состава бывших «маляровцев» под влияние РКСМ(б). Налаживались контакты с новыми молодёжными организациями — СКМ (молодёжь КПРФ) и АКМ (молодёжь партии Анпилова).

### Попытка разгрома РКСМ(б) (2000)
В начале января 2000 года вышел на свободу И. Губкин. 7 января он выступил с рядом провокационных заявлений, но поддержки среди молодёжи не нашёл. Тем не менее, в это время РКСМ(б) подвергся преследованиям. По обвинению во взрыве приёмной ФСБ РФ 4 апреля 1999 года (серьёзных доказательств следствие так и не нашло) были арестованы члены Московской организации РКСМ(б) Надежда Ракс (23 февраля 2000 года), Татьяна Нехорошева (3 марта), Лариса Романова (4 апреля), Андрей Соколов (20 июня). Эти аресты сопровождались заявлениями в СМИ, что «РКСМ(б) — террористическая организация». Судебный процесс над членами РКСМ(б), начатый с достаточно широкой оглаской, быстро приобрёл закрытый характер.
В докладе Генерального прокурора Устинова Революционный комсомол был причислен к числу наиболее опасных экстремистских организаций страны, наряду с исламистскими и националистическими структурами.
Процесс тянулся до лета 2004 г. Члены РКСМ(б) получили большие сроки заключения — от 5,5 до 9 лет, за исключением Т. Нехорошевой, которая «сломалась» и оговорила своих товарищей, а потому отделалась условным сроком.
РКСМ(б) не раз выступал с заявлениями, осуждающими терроризм.

### После 2022 года
7-8 января 2022 года в Москве состоялся XV Съезд РКСМ(б), признанный его участниками восстановительным. Первым секретарём ЦК Революционного коммунистического союза молодёжи был избран Иван Зароков.

27 февраля 2022 года ЦК РКСМ(б) выступил с заявлением: «Против империалистического передела Украины!», где осуждается конфликт, инспирированный «усилиями российского, украинского и иных буржуазных правительств при участии крупного капитала этих государств». Вина возлагается на международную империалистическую систему:
Для разрешения многолетнего тлеющего конфликта на территории Донецкой и Луганской республик империализм не нашёл и не мог найти другого выхода, кроме военного — в этом суть капиталистической системы. Империалистические державы оправдывают свои желания овладеть новыми рынками сбыта и рабочей силы или защитить старые «борьбой с фашизмом» и «денацификацией» с одной стороны и «спасением демократии» и «самообороной» — с другой.
В марте 2022 года между руководством РКСМ(б) и Ленинградским отделением организации возник конфликт. Ленинградское отделение было исключено из организации. Однако региональная организация не признала данное решение и сформировало собственные руководящие органы, продолжив именовать себя РКСМ(б). Её поддержали некоторые члены из других регионов. Сайт, а также международное признание остались за ЦК РКСМ(б).
23—24 декабря 2023 года "ленинградский" РКСМ(б) провёл XVI Съезд, где утвердил ориентирование на Коммунистическую инициативу — откол от РКРП, позднее вошедший в Российскую коммунистическую партию (интернационалистов).
7—8 января 2024 года провёл XVI Съезд РКСМ(б) Зарокова. Организация приняла решение ориентироваться на Российский трудовой фронт.
В июне 2024 года молодёжь РКРП провела так называемый "восстановительный съезд", где объявила о воссоздании РКСМ(б), создав таким образом третью организацию с тем же наименованием.

## Деятельность
Усилиями членов РКСМ(б) создана библиотека марксистской литературы. Регулярно проводятся открытые семинары, посвящённые как вопросам практики и теории марксизма, так и, например, криптографии.
Членами организации написан ряд работ в области современной марксистской теории, посвящённых, в частности, таким вопросам, как анализ современного российского рыночного хозяйства, роль НИОКР в снятии товарного характера производства, проблемы политической экономии, социализма и др. Ведутся работы по переводу на русский язык работ современных марксистских исследователей.
12 мая 2012 года активисты РКСМ(б) совместно с профсоюзной организацией «Защита» ООО «Метровагонмаш» и российской секцией Комитета за рабочий интернационал провели митинг в поддержку забастовки на казахских нефтяных предприятиях, на двое суток приостановившей добычу нефти на юго-западе Казахстана.
Вдова Александра Солженицына в октябре 2016 года осудила акцию активистов Революционного комсомола, повесивших на ограду возле московского музея истории ГУЛага тряпичное чучело со стихотворением, где «писатель был назван предателем, который „глумился над правдой“». Активист РКСМ(б) Сергей Мирошниченко в связи с этим событием заявил, что таким антисемитам и националистам, как Солженицын, не место в школьной программе.
21 декабря 2016 года активисты РКСМ(б) расклеили в петербургском метро плакаты с портретом Иосифа Сталина и актуальными цитатами.

## Международные связи РКСМ(б)
В 2011 году на 18-й Генеральной ассамблее Всемирной федерации демократической молодёжи РКСМ(б) стал полноправным членом этой организации.
На Генеральной ассамблее ВФДМ в ноябре 2015 года делегат Революционного комсомола выступил против организационного и идеологического подчинения XIX всемирного фестиваля молодежи и студентов правительственным чиновникам Российской Федерации. Помимо территории бывшего СССР представительства РКСМ(б) действуют и за рубежом: в Болгарии, Финляндии и в др. странах.